# Nina Dumbadze
Nina Dumbadze (gruzinsko ნინო დუმბაძე), gruzinska atletinja, * 23. maj 1919, Odesa, † 14. april 1983, Tbilisi.
Nastopila je na poletnih olimpijskih igrah leta 1952, kjer je osvojila bronasto medaljo v metu diska. Na evropskih prvenstvih je osvojila dva zaporedna naslova prvakinje v letih 1946 in 1950. Trikrat je postavila svetovni rekord v metu diska, ki ga je držala med letoma 1948 in 1960 z dvomesečno prekinitvijo leta 1952.